# Crna Bara
Pour les articles homonymes, voir Crna Bara (homonymie).
Crna Bara (en serbe cyrillique : Црна Бара ; en hongrois : Feketetó) est un village de Serbie situé dans la province autonome de Voïvodine. Il fait partie de la municipalité de Čoka dans le district du Banat septentrional. Au recensement de 2011, il comptait 437 habitants.

## Démographie

### Évolution historique de la population
| 1948  | 1953  | 1961 | 1971 | 1981 | 1991 | 2002 | 2011 |
| ----- | ----- | ---- | ---- | ---- | ---- | ---- | ---- |
| 1 064 | 1 025 | 950  | 823  | 678  | 595  | 568  | 437  |

|  |